# Nicolaas Charles de Gijselaar

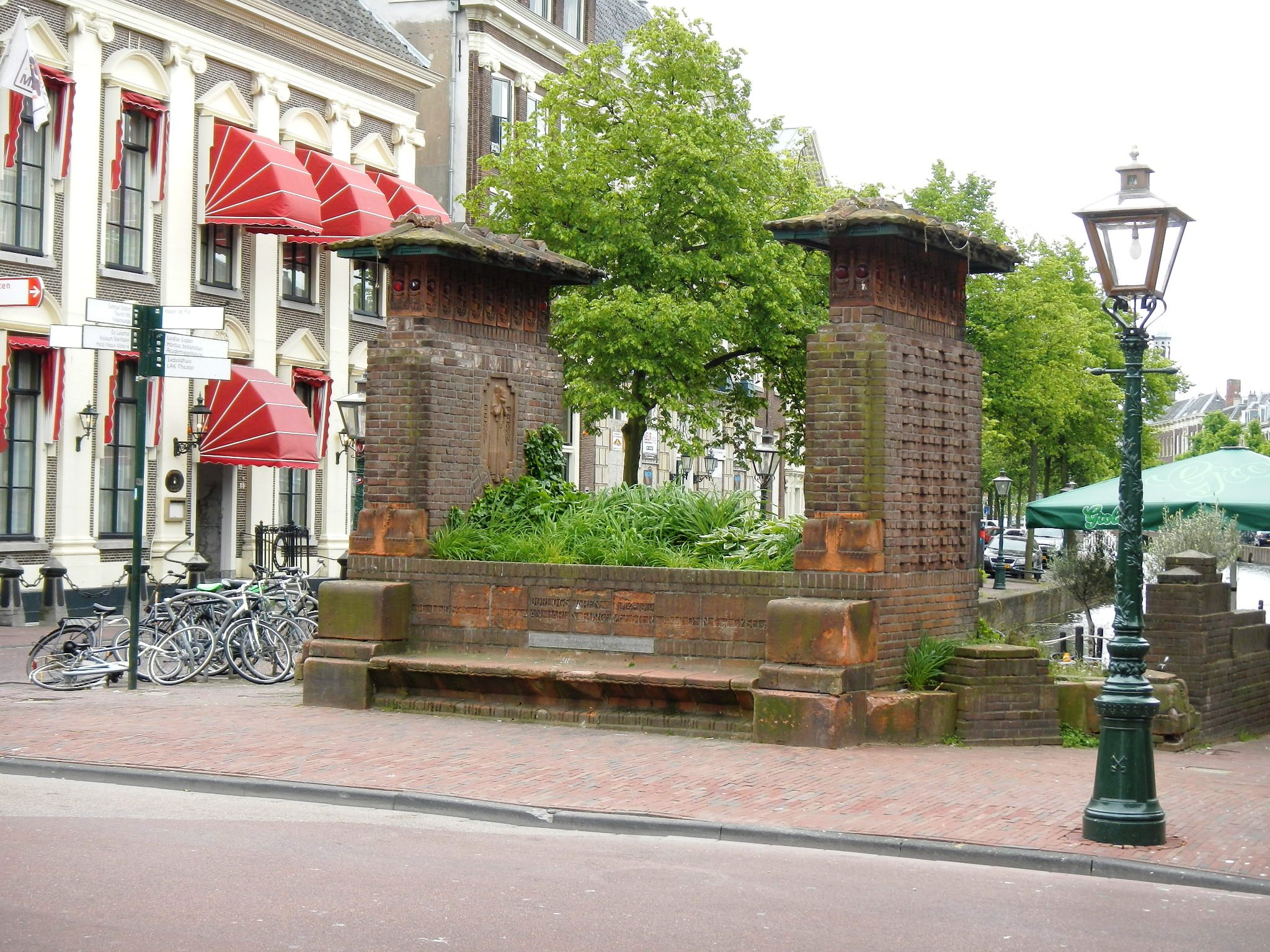
Gijselaarsbank uit 1920 (2010)

Jhr. Nicolaas Charles de Gijselaar (Gorinchem, 21 oktober 1865 – Wassenaar, 21 december 1937) was een Nederlands jurist, burgemeester en politicus.

## Biografie
De Gijselaar was lid van de familie De Gijselaar en een zoon van bankier en gemeenteraadslid jhr. mr. Nicolaas Herman de Gijselaar (1837-1904) en diens echtgenote Elisabeth Hermina Adriana de Gijselaar (1840-1925), en een kleinzoon van jhr. mr. Nicolaas de Gijselaar (1808-1893), griffier van de Hoge Raad der Nederlanden. Hij promoveerde in 1891 te Leiden op het proefschrift Het Panama-kanaal in de staatswetenschappen en tegelijkertijd in de rechten op stellingen. Vervolgens werd hij advocaat te Amsterdam. Daarna werkte hij bij de familiebank De Gijselaar & Co. om erna firmant te worden. Vanaf 1895 vervulde hij bestuursfuncties, en van 1906 tot 1913 was hij lid van Provinciale Staten van Zuid-Holland. In 1910 werd hij benoemd tot burgemeester van Leiden, een functie die hij tot veler tevredenheid tot 1927 zou vervullen. Vanaf 1913 combineerde hij dat ambt met het lidmaatschap van de Eerste Kamer der Staten-Generaal wat hij tot in het jaar van zijn overlijden zou blijven. Hij vervulde daarnaast verscheidene nevenfuncties, waaronder van 1917 tot 1928 die van voorzitter van het College van Curatoren van de Rijksuniversiteit Leiden.
Uit het levensbericht, geschreven door de Leidse wethouder en latere staatsrechtgeleerde Combertus Willem van der Pot (1880-1960), blijkt dat hij als burgemeester een geziene figuur was in zowel kringen van medebestuurders als in die van de Leidenaars. Dit gold zeker zijn houding tijdens de Eerste Wereldoorlog waarvoor hem als dank door de bevolking een bank op het Rapenburg werd aangeboden. Ook Eene goeje Leienaar dat is de Gijselaar, een oud liedje/rijmpje, herinnert aan de burgemeester.
De Gijselaar trouwde in 1893 met Anna Daniëlla Wilhelmina Cornelia Viruly (1874-1945), lid van de familie Viruly, met wie hij geen kinderen kreeg. Hij was Ridder in de Orde van de Nederlandse Leeuw (1921) en Commandeur in de Orde van Oranje-Nassau (1925).